# IndyCar Series 2003
Le championnat d'IndyCar Series 2003 a été remporté par le pilote néo-zélandais Scott Dixon sur une G-Force-Toyota du Chip Ganassi Racing.

## Repères
- Le championnat Indy Racing League prend le nom d'IndyCar Series. L'appellation Indy Racing League subsiste, mais uniquement pour désigner l'organisme qui gère les championnats IndyCar Series et Infiniti Pro Series (la deuxième division).
- Les transferts en provenance du CART se multiplient. Un an après Penske, c'est au tour de l'écurie Green (désormais baptisée Andretti-Green) de quitter le CART. Quant aux écuries Mo Nunn Racing et Chip Ganassi Racing qui avaient déjà un pied en IRL, elles abandonnent totalement le CART pour intensifier leur présence. L'écurie Rahal aligne elle aussi une voiture en IRL, mais sans abandonner le CART.
- Les multiples transfuges du CART permettent à l'IRL-IndyCar de présenter son plus beau plateau sur le plan de la qualité depuis sa création, et de ne plus être considéré comme un sous-championnat. Revers de la médaille, la hausse des budgets qui va de pair avec ces arrivées oblige de nombreux concurrents à se retirer, et les grilles de départ commencent à perdre en quantité.
- Honda et Toyota abandonnent eux aussi le CART pour rejoindre l'IRL.
- Malgré des résultats prometteurs, le motoriste Infiniti décide d'abandonner l'IndyCar pour se concentrer sur un rôle de partenaire technique et financier du deuxième championnat de l'IRL, l'Infiniti pro Series.
- Pour la première fois de son existence, l'IRL organise une épreuve hors des États-Unis (à Motegi, au Japon), reniant ce qui était l'un de ses principes fondateurs.
- En fin d'année, lors d'essais privés à Indianapolis en vue de la saison suivante, le pilote américain Tony Renna (nouvelle recrue du Chip Ganassi Racing) est victime d'un accident mortel.

## Courses de la saison 2003
| Date         | Course                   | Circuit                          | Vainqueur         | Voiture           | Écurie                |
| 2 mars       | Toyota Indy 300          | Homestead-Miami Speedway         | Scott Dixon       | G-Force-Toyota    | Chip Ganassi Racing   |
| 23 mars      | Purex Dial Indy 200      | Phoenix International Raceway    | Tony Kanaan       | Dallara-Honda     | Andretti Green Racing |
| 13 avril     | Indy Japan 300           | Twin Ring Motegi                 | Scott Sharp       | Dallara-Toyota    | Kelley Racing         |
| 25 mai       | Indianapolis 500         | Indianapolis Motor Speedway      | Gil de Ferran     | G-Force-Toyota    | Penske Racing         |
| 7 juin       | Bombardier 500           | Texas Motor Speedway             | Al Unser Jr.      | Dallara-Toyota    | Kelley Racing         |
| 15 juin      | Honda Indy 225           | Pikes Peak International Raceway | Scott Dixon       | G-Force-Toyota    | Chip Ganassi Racing   |
| 28 juin      | SunTrust Indy Challenge  | Richmond International Raceway   | Scott Dixon       | G-Force-Toyota    | Chip Ganassi Racing   |
| 6 juillet    | Kansas Indy 300          | Kansas Speedway                  | Bryan Herta       | Dallara-Honda     | Andretti Green Racing |
| 19 juillet   | Firestone Indy 200       | Nashville Superspeedway          | Gil de Ferran     | Dallara-Toyota    | Penske Racing         |
| 27 juillet   | Firestone Indy 400       | Michigan International Speedway  | Alex Barron       | G-Force-Toyota    | Mo Nunn Racing        |
| 10 août      | Emerson Indy 250         | Gateway International Raceway    | Hélio Castroneves | Dallara-Toyota    | Penske Racing         |
| 17 août      | Belterra Casino Indy 300 | Kentucky Speedway                | Sam Hornish Jr.   | Dallara-Chevrolet | Panther Racing        |
| 24 août      | Firestone Indy 225       | Nazareth Speedway                | Hélio Castroneves | Dallara-Toyota    | Penske Racing         |
| 7 septembre  | Delphi Indy 300          | Chicagoland Speedway             | Sam Hornish Jr.   | Dallara-Chevrolet | Panther Racing        |
| 21 septembre | Toyota Indy 400          | California Speedway              | Sam Hornish Jr.   | Dallara-Chevrolet | Panther Racing        |
| 12 octobre   | Chevy 500                | Texas Motor Speedway             | Gil de Ferran     | Dallara-Toyota    | Penske Racing         |

## Classement des pilotes
| Classement | Pilote            | Pays             | Voiture                          | Écurie                                               | Nombre de points |
| ---------- | ----------------- | ---------------- | -------------------------------- | ---------------------------------------------------- | ---------------- |
| 1er        | Scott Dixon       | Nouvelle-Zélande | G-Force-Toyota                   | Chip Ganassi Racing                                  | 507              |
| 2e         | Gil de Ferran     | Brésil           | Dallara-Toyota G-Force-Toyota    | Penske Racing                                        | 489              |
| 3e         | Hélio Castroneves | Brésil           | Dallara-Toyota                   | Penske Racing                                        | 484              |
| 4e         | Tony Kanaan       | Brésil           | Dallara-Honda                    | Andretti Green Racing                                | 476              |
| 5e         | Sam Hornish Jr.   | États-Unis       | Dallara-Chevrolet                | Panther Racing                                       | 461              |
| 6e         | Al Unser Jr.      | États-Unis       | Dallara-Toyota                   | Kelley Racing                                        | 374              |
| 7e         | Tomas Scheckter   | Afrique du Sud   | G-Force-Toyota                   | Chip Ganassi Racing                                  | 356              |
| 8e         | Scott Sharp       | États-Unis       | Dallara-Toyota                   | Kelley Racing                                        | 351              |
| 9e         | Kenny Brack       | Suède            | Dallara-Honda                    | Team Rahal                                           | 342              |
| 10e        | Toranosuke Takagi | Japon            | G-Foce-Toyota                    | Mo Nunn Racing                                       | 317              |
| 11e        | Dan Wheldon       | Royaume-Uni      | Dallara-Honda                    | Andretti Green Racing                                | 312              |
| 12e        | Roger Yasukawa    | États-Unis       | Dallara-Honda                    | Super Aguri Fernández Racing                         | 301              |
| 13e        | Bryan Herta       | États-Unis       | Dallara-Honda                    | Andretti Green Racing                                | 277              |
| 14e        | Robbie Buhl       | États-Unis       | Dallara-Chevrolet                | Dreyer & Reinbold Racing                             | 261              |
| 15e        | Greg Ray          | États-Unis       | G-Force-Honda                    | Access Motorsports                                   | 253              |
| 16e        | Buddy Rice        | États-Unis       | Dallara-Chevrolet                | Cheever Racing                                       | 229              |
| 17e        | Alex Barron       | États-Unis       | G-Force-Toyota Dallara-Chevrolet | Penske Racing Mo Nunn Racing Cheever Racing          | 216              |
| 18e        | Sarah Fisher      | États-Unis       | Dallara-Chevrolet                | Dreyer & Reinbold Racing                             | 211              |
| 19e        | Buddy Lazier      | États-Unis       | Dallara-Chevrolet                | Hemelgarn Racing                                     | 201              |
| 20e        | Felipe Giaffone   | Brésil           | G-Force-Toyota                   | Mo Nunn Racing                                       | 199              |
| 21e        | A.J. Foyt IV      | États-Unis       | Dallara-Toyota G-Force-Toyota    | A. J. Foyt Enterprises                               | 198              |
| 22e        | Vitor Meira       | Brésil           | Dallara-Chevrolet                | Team Menard                                          | 170              |
| 23e        | Jaques Lazier     | États-Unis       | Dallara-Chevrolet Dallara-Toyota | Team Menard A. J. Foyt Enterprises                   | 120              |
| 24e        | Michael Andretti  | États-Unis       | Dallara-Honda                    | Andretti Green Racing                                | 80               |
| 25e        | Dario Franchitti  | Royaume-Uni      | Dallara-Honda                    | Andretti Green Racing                                | 72               |
| 26e        | Shigeaki Hattori  | Japon            | G-Force-Toyota Dallara-Toyota    | A. J. Foyt Enterprises                               | 43               |
| 26e        | Ed Carpenter      | États-Unis       | Dallara-Chevrolet                | PDM Racing                                           | 43               |
| 28e        | Richie Hearn      | États-Unis       | G-Force-Toyota Dallara-Chevrolet | Sam Schmidt Motorsports Team Menard Hemelgarn Racing | 76               |
| 29e        | Shinji Nakano     | Japon            | Dallara-Chevrolet                | Beck Motorsports                                     | 35               |
| 30e        | Scott Mayer       | États-Unis       | Dallara-Chevrolet                | PDM Racing                                           | 26               |
| 30e        | Tony Renna        | États-Unis       | Dallara-Toyota                   | Kelley Racing                                        | 26               |
| 32e        | Jimmy Kite        | États-Unis       | Dallara-Chevrolet                | PDM Racing                                           | 17               |
| 33e        | Robby Gordon      | États-Unis       | Dallara-Honda                    | Andretti Green Racing                                | 8                |
| 34e        | Airton Daré       | Brésil           | G-Force-Toyota                   | A. J. Foyt Enterprises                               | 6                |
| 35e        | Robby McGehee     | États-Unis       | Dallara-Chevrolet                | Panther Racing                                       | 5                |
| 36e        | Jimmy Vasser      | États-Unis       | Dallara-Honda                    | Team Rahal                                           | 4                |
| 37e        | Billy Boat        | États-Unis       | Dallara-Chevrolet                | Panther Racing                                       | 1                |

Sur fond vert, le meilleur débutant de l'année (rookie of the year). À noter que les pilotes débutants en IRL mais déjà nantis d'une expérience en CART (le cas du champion Scott Dixon par exemple) n'avaient pas le statut de "rookie" et ne pouvaient prétendre au trophée du meilleur débutant. 